# Aliabad-e Czahi
Aliabad-e Czahi (perski: علي ابادچاهي) – wieś w Iranie, w ostanie Lorestan. W 2006 roku miejscowość liczyła 98 mieszkańców w 20 rodzinach.